# ما دنیاییم ۲۵ برای هائیتی
«ما دنیاییم ۲۵ برای هایتی» (به انگلیسی: We Are the World 25 for Haiti) نام تک‌آهنگی خیریه‌ است که توسط گروهی از ۸۵ ستارهٔ موسیقی جهان در سال ۲۰۱۰ منتشر شد. این تک‌آهنگ بازسازی تک‌آهنگ «ما دنیاییم» نوشتهٔ موسیقدان معروف آمریکایی مایکل جکسون و لیونل ریچی است، که در سال ۱۹۸۵ (۱۳۶۴ ه. ش) با نام «آمریکا برای آفریقا» توسط ۴۵ خوانندهٔ مشهور آن زمان، منتشر شد و درآمد حاصل از آن صرف قحطی زدگان آفریقا شد. در سال ۲۰۰۹ به ریچی و کوینسی جونز تهیه کنندگان اصلی ما دنیاییم پیشنهاد شد که آنرا تحت عنوان «۲۵ زنده» بازسازی کنند و پس از ساخت آهنگ، به دلیل زلزله‌ی ۷ ریشتری که جان هزاران نفر را در هایتی گرفت، اینبار درآمد حاصل از این آهنگ صرف کمک به زلزله زدگان هایتی شد.

## فهرست خوانندگان برای هایتی

### رهبران ترانه
- کوئینسی جونز
- لیونل ریچی
- مرون وارن

### خوانندگان اصلی (به ترتیب خواندن)
1. جاستین بیبر
2. نیکول شرزینگر
3. جنیفر هادسون
4. جنیفر نتلز (به انگلیسی: Jennifer Nettles)
5. جاش گروبن
6. تونی بنت
7. ماری جی بلیج (به انگلیسی: Mary J. Blige)
8. مایکل جکسون
9. جنت جکسون
10. باربارا استرایسند
11. مایلی سایرس
12. انریکه ایگلسیاس
13. جیمی فاکس
14. وایکلف ژان
15. آدام لیواین (به انگلیسی: Adam Levine)
16. پینک
17. بب وینانس (به انگلیسی: BeBe Winans)
18. آشر
19. سلین دیون
20. اوریانتی (گیتارزن)
21. فرگی
22. نیک جوناس (به انگلیسی: Nick Jonas)
23. تونی براکستون (به انگلیسی: Toni Braxton)
24. مری مری (به انگلیسی: Mary Mary)
25. ایزاک اسلید (به انگلیسی: Isaac Slade)
26. لیل وین
27. کارلوس سانتانا (گیتارزن)
28. ایکان
29. تی-پین
30. ال ال کول جی (رپ)
31. ویل.آی.ام (رپ)
32. گیم (به انگلیسی: Game) (رپ)
33. اسنوپ داگ (رپ)
34. نیبسی هوسل (به انگلیسی: Nipsey Hussle) (رپ)
35. باستا رایمز (رپ)
36. سوییز بیتز (به انگلیسی: Swizz Beatz) (رپ)
37. آییاز (به انگلیسی: Iyaz) (رپ)
38. من (به انگلیسی: Mann) (رپ)
39. کانیه وست
40. ویل.آی.ام